# Cymbopappus
Cymbopappus es un género de plantas pertenecientes a la familia Asteraceae. Comprende 5 especies descritas y solo 4 aceptadas. Son originarias de Sudáfrica.

## Taxonomía
El género fue descrito por Rune Bertil Nordenstam y publicado en  Botaniska Notiser 129: 150. 1976.

## Especies aceptadas
A continuación se brinda un listado de las especies del género Cymbopappus aceptadas hasta junio de 2012, ordenadas alfabéticamente. Para cada una se indica el nombre binomial seguido del autor, abreviado según las convenciones y usos:
- Cymbopappus adenosolen (Harv.) B.Nord.
- Cymbopappus hilliardiae B.Nord.
- Cymbopappus pilifer (Thell.) B. Nord.
- Cymbopappus piliferus (Thell.) B.Nord.